# Shōya Chiba
Shōya Chiba (jap. 千葉 翔也 Chiba Shōya; ur. 29 sierpnia 1995 w Tokio) – japoński seiyū, aktor i piosenkarz, pracujący dla agencji Sigma Seven.

## Biografia
Chiba urodził się 29 sierpnia 1995 w Tokio. W 2004 roku zadebiutował jako aktor dziecięcy w serialu anime Curry no kuni no Koba-ru. Do 2014 był związany z agencją Sanno Productions, kiedy to dołączył do Sigma Seven E. 19 listopada 2017 Chiba dołączył do Kiramune, jednej z wytwórni Bandai Namco.

## Filmografia

### Seriale anime
2004
- Curry no kuni no Koba-ru – Koba-ru

2011
- Shōwa monogatari – Kōhei Yamazaki[3]

2015
- Haikyu!! Second Season – Kazuma Bobata, Tarō Onagawa
- Seraph of the End – Yūji

2016
- Nejimaki seirei senki: Tenkyō no Alderamin – Azan
- All Out!! – Kenji Gion[4]
- B-Project: Kodou*Ambitious – Akane Fudo

2017
- Yōkoso jitsuryoku shijō shugi no kyōshitsu e – Kiyotaka Ayanokōji[5]
- The Idolm@ster SideM – Hayato Akiyama[6]
- Tsuki ga kirei – Kotarō Azumi[7]

2018
- Banana Fish – Sing Soo-Ling
- Hataraku saibō – Limfocyt B
- Irozuku sekai no ashita kara – Yuito Aoi[8]
- Ken en ken: Aoki kagayaki – Shang Yue[9]

2019
- Dororo – Tahōmaru[10]
- Fire Force – Yū[11]
- Hoshiai no sora – Mou Tanaka
- Bokutachi wa benkyō ga dekinai – Visitor

2020
- Gleipnir – Ikeuchi[12]
- 100-man no inochi no ue ni ore wa tatte iru – Shūji
- Hanako, duch ze szkolnej toalety – Kou Minamoto[13]

2021
- 86: Eighty-Six – Shinei Nouzen[14]
- Horimiya – Makio Tanihara[15]
- Platinum End – Mizukiyo Minamikawa[16]
- Project Scard: Praeter no kizu – Kazuma Arashiba[17]
- Skate-Leading Stars – Sota Jonouchi[18]
- Visual Prison – Ange Yuki[19]

2022
- Yūsha Party wo tsuihō sareta Beast Tamer, saikyōshu no nekomimi shōjo to deau – Rein[20]
- Blue Lock – Yūdai Imamura[21]
- Yōkoso jitsuryoku shijō shugi no kyōshitsu e sezon 2 – Kiyotaka Ayanokōji[22]
- Cool doji danshi – Sōma Shiki[23]
- Tiger & Bunny 2 – Mr. Black / Subaru Sengoku[24]
- Tribe Nine – Kazuki Aoyama[25]
- Paripi Kōmei – Kabetaijin[26]

2023
- Ao no Orchestra – Hajime Aono[27]
- Ayakashi Triangle – Matsuri Kazamaki (mężczyzna)[28]
- Bullbuster – Tetsurō Okino[29]
- Bungou Stray Dogs 4 – Sigma[30]
- Nanatsu no maken ga shihai suru – Richard Andrews[31]
- Sugar Apple Fairy Tale – Nadil[32]
- Saihate no Paladin: Tetsusabi no yama no ō – Will (dorosły)[33]

2024
- Yōkoso jitsuryoku shijō shugi no kyōshitsu e sezon 3 – Kiyotaka Ayanokōji[22]

### Filmy anime
- Shōwa monogatari (2011) – Kōhei Yamazaki[3]

### Gry wideo
- Boku no natsuyasumi 3 – Boku
- The Idolmaster SideM – Hayato Akiyama
- Star Revolution☆88 Seiza no Idol Kakumei – Rito Harima[34]
- B-Project Muteki*Dangerous – Akane Fudou
- Seven Knights: Time Wanderer – Sandy
- NEO: The World Ends With You – Kaie Ono
- Summer Pockets Reflection Blue – Takahara Hairi
- Paradigm Paradox – Ayumu Mamiya
- Arknights – Chestnut
- Anonymous;Code – Pollon Takaoka[35]

### Dramy CD
- Koisuru Sharehouse ~which do you choose~ vol 2 – Ayumu Sakaguchi[36]

### Radio
- Chiba Shoya・Nogami Sho no ShofukuShorai[37]
- Chiba Shoya no to be night

### Dubbing
- Noc w muzeum: Tajemnica grobowca – Nick Daley (Skyler Gisondo)[38]
- White House Farm – Jeremy Bamber (Freddie Fox)[38]